# Danielle Wotherspoon-Gregg
Danielle Wotherspoon (Red Deer, 13 april 1980) is een Canadese langebaanschaatsster. Ze is net als haar vier jaar oudere broer Jeremy gespecialiseerd in de 500 en 1000 meter. Alleen zijn de prestaties ten opzichte van haar broer altijd achtergebleven. Wotherspoon is getrouwd met Jamie Gregg.
Wotherspoon nam eenmaal deel aan het Wereldkampioenschap sprint, dat was het WK van 2008 in Thialf. Ze eindigde bij dit evenement als 23e van de 34 deelneemsters. Ook nam ze veelvuldig mee aan wereldbekerwedstrijden, maar daarbij startte ze zelden tot nooit in de A-divisie.

## Persoonlijke records
| Afstand    | Tijd    | Datum            | Baan    |
| ---------- | ------- | ---------------- | ------- |
| 500 meter  | 38,28   | 4 november 2012  | Calgary |
| 1000 meter | 1.17,56 | 21 november 2010 | Calgary |
| 1500 meter | 2.03,96 | 20 maart 2003    | Calgary |
| 3000 meter | 4.32,39 | 26 oktober 2002  | Calgary |
| 5000 meter | 8.40,37 | 5 maart 1995     | Calgary |

## Resultaten
| Jaar | WK sprint            | Wereldbeker                 |
| ---- | -------------------- | --------------------------- |
| 2004 |                      | 28e 100m 46e 500m           |
| 2005 |                      | 29e 100m 43e 500m 34e 1000m |
| 2006 |                      |                             |
| 2007 |                      |                             |
| 2008 | 23e (23, 26, 22, 25) | 17e 100m 39e 500m 40e 1000m |
| 2009 |                      | 44e 500m 57e 1000m          |

- = geen deelname
(#, #, #, #) = afstandspositie op sprinttoernooi (500m, 1000m, 500m, 1000m).